# En studie i skräck (1979)
En studie i skräck (eng: Murder by Decree) är en brittisk-kanadensisk mysterie/thrillerfilm från 1979 i regi av Bob Clark. I filmen fördjupar sig Sir Arthur Conan Doyles Sherlock Holmes och Dr. Watson i utredningen kring de verkliga fallet med morden i Whitechapel 1888, begångna av "Jack Uppskäraren". Christopher Plummer spelar Holmes och James Mason Watson. Även om den har en liknande premiss, är filmen väldigt annorlunda i tonen från En studie i skräck från 1965. Den är löst baserad på The Ripper File av Elwyn Jones och John Lloyd.

## Rollista i urval
- Christopher Plummer - Sherlock Holmes
- James Mason - Dr. John Watson
- David Hemmings - Kommissarie Foxborough
- Susan Clark - Mary Kelly
- Frank Finlay - Kommissarie Lestrade
- Anthony Quayle - Sir Charles Warren
- Donald Sutherland - Robert Lees
- Geneviève Bujold - Annie Crook
- John Gielgud - Lord Salisbury, premiärministern